# Amstel Gold Race 1969
L'Amstel Gold Race 1969, quarta edizione della corsa, si svolse il 18 aprile 1969 su un percorso di 259 km da Helmond a Meerssen. Fu vinta dal belga Guido Reybrouck, che concluse in 6h 21' 03".

## Ordine d'arrivo (Top 10)
| Pos. | Corridore           | Squadra      | Tempo    |
| ---- | ------------------- | ------------ | -------- |
| 1    | Guido Reybrouck     | Faema        | 6h21'03" |
| 2    | Jos Huysmans        | Mann-Grundig | s.t.     |
| 3    | Eddy Merckx         | Faema        | a 16"    |
| 4    | Eric Leman          | Flandria     | s.t.     |
| 5    | Willy Vekemans      | Goldor       | s.t.     |
| 6    | Georges Pintens     | Mann-Grundig | s.t.     |
| 7    | Roger Rosiers       | Mann-Grundig | s.t.     |
| 8    | Gerard Vianen       | Caballero    | a 25"    |
| 9    | Valere Van Sweevelt | Faema        | a 40"    |
| 10   | Jaak Frijters       | Mann-Grundig | s.t.     |